# Jesús Vidal (actor)
Jesús Vidal (Lleó, 1975) és un actor espanyol. En 2019 va guanyar el premi Goya al millor actor revelació pel seu paper en la pel·lícula Campeones.

## Biografia
Natural de Lleó, des del seu naixement té una discapacitat visual del 90% per miopia patològica i ceguesa total en l'ull dret, en sofrir diversos despreniments de retina. Després de llicenciar-se en Filologia Hispànica, va cursar un màster de periodisme a l'agència EFE i durant les pràctiques va estar treballant en la secció d'esports. És aficionat al ciclisme i seguidor de la Reial Societat i els Boston Celtics de l'NBA. Entre els actors li encanta Willem Dafoe.
Durant un temps ha compaginat els estudis amb la dramatúrgia. Format en diferents escoles d'arts escèniques, va estrenar la seva primera obra de teatre en 2015 i posteriorment ha fet cursos d'interpretació en el Centro Dramático Nacional. En 2014 va aparcar el periodisme per a dedicar-se per complet a la interpretació.
El seu primer paper en cinema va ser com a actor de repartiment en la pel·lícula Campeones (Javier Fesser, 2018), on interpreta Marín, membre d'un equip de bàsquet format per persones amb discapacitat intel·lectual. La cinta va ser el major èxit de recaptació del cinema espanyol en 2018, i Vidal va ser reconegut en la 33a edició dels premis Goya amb el guardó a millor actor revelació. El seu discurs als premis Goya va commoure a tothom perquè ho va fer des del cor. El discurs el tenia pensat, però no el portava escrit, sabia el que volia dir i a qui anava dirigit, "i es va deixar portar per l'emoció del moment".
És autor del llibre "Sala de Espera" (editat per Martínez Roca), un llibre testimonio, mescla de les seves vivències i els seus poemes (4 relats, 10 poemes i fragments del seu diari). L'obra té el mateix títol que la seva primera obra teatral "Sala de espera" amb la qual va recórrer les sales de Lleó fent bitlles. El títol es refereix a tot el temps (80%) que la gent es tira esperant.
En la seva carrera com a actor continua en el teatre Calderón, fent de boig en l'obra de teatre "Alguien voló sobre el nido del cuco".

## Filmografia

### Cinema
| Any  | Pel·lícula                                         | Director               | Personatge      |
| ---- | -------------------------------------------------- | ---------------------- | --------------- |
| 2018 | Campeones                                          | Javier Fesser          | Marín           |
| 2018 | Ni distintos ni diferentes: campeones (documental) | Álvaro Longoria        | Ell mateix      |
| 2019 | Remember me                                        | Martín Rosete          | Pacient Origami |
| 2019 | Estándar                                           | Fernado Gómez González |                 |

### Televisió

#### Programes de televisió
| Any            | Programa          | Paper         | Cadena   |
| -------------- | ----------------- | ------------- | -------- |
| 2019           | El Hormiguero 3.0 | Invitat       | Antena 3 |
| 2019 - present | Zapeando          | Col·laborador | laSexta  |

#### Sèries de televisió
| Any  | Sèrie                  | Paper   | Cadena             | Notes      |
| ---- | ---------------------- | ------- | ------------------ | ---------- |
| 2020 | Pequeñas coincidencias | Marcial | Amazon Prime Video | 2 episodis |
| 2020 | Vamos Juan             | Jorge   | TNT España         | 4 episodis |

## Premis i nominacions
Premis Goya
| Any  | Categoria              | Pel·lícula | Resultat  |
| ---- | ---------------------- | ---------- | --------- |
| 2019 | Millor actor revelació | Campeones  | Guanyador |

Medalles del Cercle d'Escriptors Cinematogràfics
| Any  | Categoria              | Pel·lícula | Resultat  |
| ---- | ---------------------- | ---------- | --------- |
| 2018 | Millor actor revelació | Campeones  | Guanyador |